# کلاس-اکسل ورشال
کلاس-اکسل ورشال (انگلیسی: Claës-Axel Wersäll؛ ۲۶ ژوئن ۱۸۸۸ – ۱۲ فوریه ۱۹۵۱) ژیمناست هنری اهل سوئد بود.
وی در مسابقات کشوری و بین‌المللی در مجموع برندهٔ ۱ مدال طلا شده‌است.